# 小行星6184
小行星6184（6184 Nordlund）是一颗围绕太阳公转的小行星。1987年10月26日，波爾·延森在霍尔拜克发现了此天体。
这颗小行星的绝对星等为258.3814033739181等。